# Mantel-en-degenfilm
Een mantel-en-degenfilm (soms ook aangeduid met de Engelse term Swashbuckler films) is een subgenre van de avonturenfilm, waarin de nadruk ligt op (grootse) zwaardgevechten en heldhaftige personages. Films uit dit genre spelen zich vaak af ten tijde van de renaissance tot de Franse Revolutie, met de voor deze tijd kenmerkende kostuums en degens. Vooral schermen is een veel voorkomende vorm van zwaardvechten in dit genre.

## Achtergrond
De Engelse term is afgeleid van een vechter die vecht met een zwaard en een klein schild genaamd een buckler.
Morele waarden staan hoog in het vaandel bij personages uit deze films; de protagonisten zijn duidelijk heldhaftig en zelfs de antagonisten hebben in zekere zin een erecode (uitzonderingen daargelaten). Vrijwel altijd is er een dame in nood en zijn er elementen van romantiek aanwezig. Het genre kan overlappen met andere genres zoals de sandalenfilm.

## Geschiedenis
Het mantel-en-degenfilmgenre dook al op in de tijd van de stomme film. Vooral acteur Douglas Fairbanks werd beroemd met dit genre. De verhalen in deze eerste films waren vaak verfilmingen van romans, waaronder die van Alexandre Dumas, père en Rafael Sabatini. In totaal kan men in de filmgeschiedenis drie tijdsperiodes voor het genre onderscheiden:
1. De Douglas Fairbanks-periode (1920–1929)
2. De Errol Flynn-periode (1935–1941)
3. Een periode in de jaren 50 die werd gekenmerkt door films als Ivanhoe en The Master of Ballantrae.[2]

## Noemenswaardige films uit het genre
- The Mark of Zorro (1920)
- The Three Musketeers (1921)
- Robin Hood (1922)
- The Thief of Bagdad (1924)
- The Black Pirate (1926)
- The Count of Monte Cristo (1934)
- The Scarlet Pimpernel (1934)
- Captain Blood (1935)
- The Prisoner of Zenda (1937)
- The Adventures of Robin Hood (1938)
- The Sea Hawk (1940)
- The Mark of Zorro (1940)
- The Black Swan (1942)
- The Exile (1947)
- The Pirate (1948)
- The Three Musketeers (1948)
- Cyrano de Bergerac (1950)
- Patala Bhairavi, een Telugu film (1951)
- Scaramouche (1952)
- The Golden Blade (1952)
- Ivanhoe (1952)
- The Master of Ballantrae (1953)

- Aayirathil Oruvan  (1965)
- The Three Musketeers (1973)
- The Four Musketeers (1974)
- The Princess Bride (1987)
- The Three Musketeers (1993)
- Le Bossu (1997)
- The Mask of Zorro (1998)
- The Man in the Iron Mask (1998)
- The Musketeer (2001)
- The Count of Monte Cristo (2002)
- Pirates of the Caribbean: The Curse of the Black Pearl (2003)
- Master and Commander: The Far Side of the World (2003)
- Casanova (2005)
- The Legend of Zorro (2005)
- Alatriste (2006)
- Pirates of the Caribbean: Dead Man's Chest (2006)
- Pirates of the Caribbean: At World's End (2007)
- Stardust (2007)
- 1612 (2007)
- Prince of Persia: The Sands of Time (2010)
- Pirates of the Caribbean: On Stranger Tides (2011)
- The Three Musketeers (2011)

## Noemenswaardige acteurs en actrices uit het genre
- Antonio Banderas
- Sean Bean
- Orlando Bloom
- Ronald Colman
- Olivia de Havilland
- Johnny Depp
- Douglas Fairbanks
- Douglas Fairbanks jr.
- Errol Flynn
- Stewart Granger
- Richard Greene
- Louis Hayward
- Catherine Zeta-Jones
- Keira Knightley
- Kerwin Matthews
- Viggo Mortensen
- M.N.Nambiar(Gurusami)
- Maureen O'Hara

- Tyrone Power
- Edmund Purdom
- Rajkumar
- Akkineni Nageswara Rao
- M. G. Ramachandran
- N.T. Rama Rao
- Basil Rathbone
- Steve Reeves
- Duncan Regehr
- Geoffrey Rush
- Tessie Santiago
- Robert Shaw
- Robert Taylor
- Richard Todd
- Cornel Wilde
- Guy Williams
- Penélope Cruz
- Ian McShane